# Ohaba, Hunedoara
Ohaba este un sat în comuna Lăpugiu de Jos din județul Hunedoara, Transilvania, România.

## Transporturi
Haltă CFR la calea ferată Lugoj-Ilia.

## Lăcașuri de cult

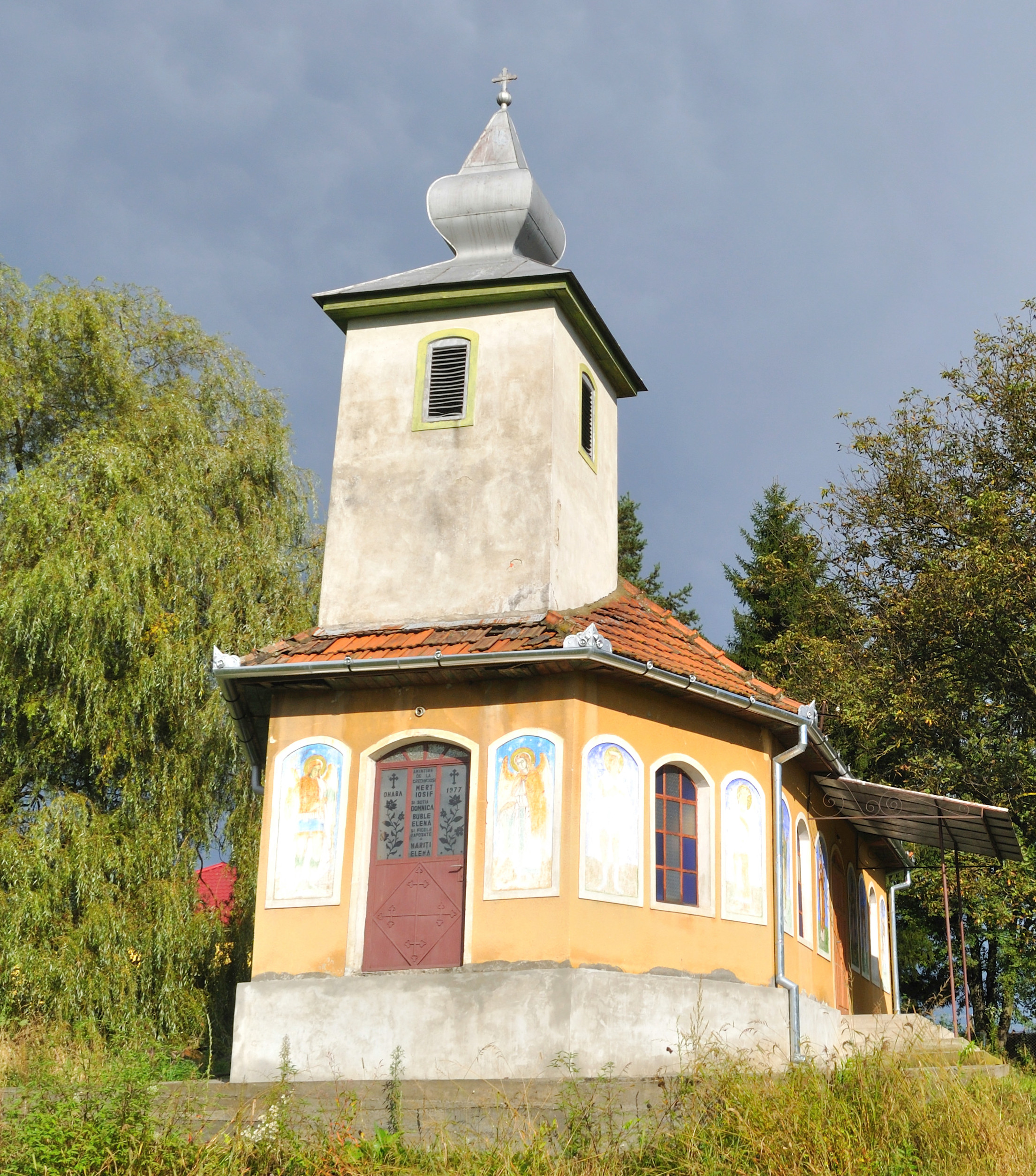
Biserica satului Ohaba cu hramul „Cuvioasa Parascheva”

Biserica satului Ohaba are hramul „Cuvioasa Parascheva” și a fost construită în anul 1979, în timpul păstoririi preotului Moise Țurlea; târnosirea s-a făcut în același an, la 26 august. Este un edificiu de plan dreptunghiular, cu absida nedecroșată, poligonală, cu trei laturi. Deasupra intrării apusene (alta se găsește pe latura sudică a naosului) a fost elevat un turn-clopotniță scund, cu un coif în formă de bulb, învelit în tablă; în rest s-a folosit țigla. Decorul iconografic interior a fost executat în anii 1985-1986, în tehnica „temoera”, de pictorul Ioan Axente Bozeșan din Deva. Pentru a se înșela vigilența autorităților comuniste, pereții lăcașului actual, renovat în perioada 2009-2010, s-au ridicat în jurul vechii bisericuțe de lemn, strămutată pe acest amplasament în 1942, pictată de Stan Zugravul din Rășinari; aceasta figurează atât în tabelele conscripțiilor din 1733, 1761-1762, 1805 și 1829-1831, cât și pe harta iosefină (1769-1773).

## Note

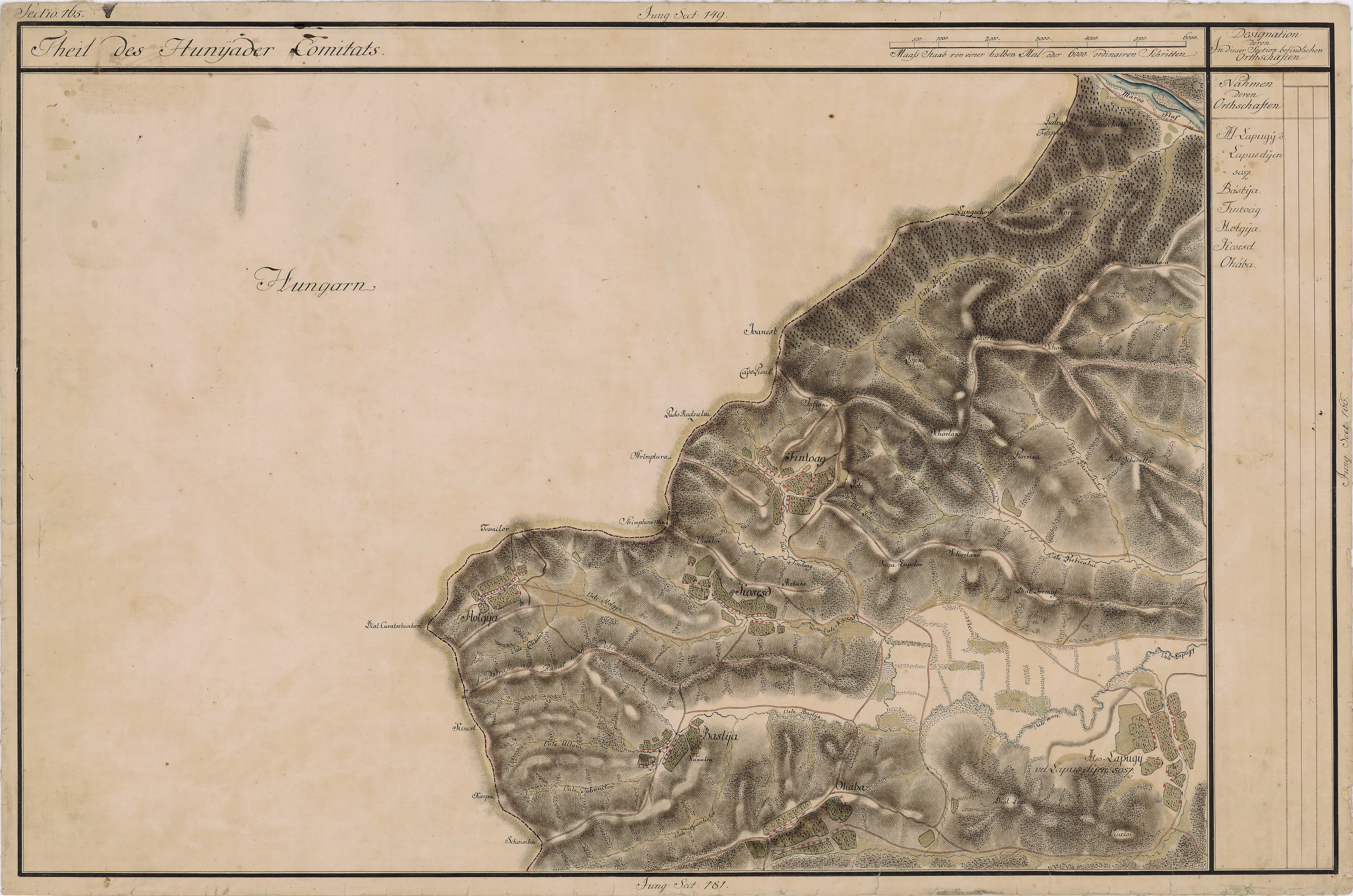
Ohaba în Harta Iosefină a Transilvaniei, 1769-1773